# Sebastian Sykuna
Sebastian Krzysztof Sykuna (ur. 1977) – polski prawnik, dr hab. nauk prawnych, profesor nadzwyczajny i kierownik Zakładu Praw Człowieka i Etyki Prawniczej Wydziału Prawa i Administracji Uniwersytetu Gdańskiego.

## Życiorys
11 kwietnia 2005 obronił pracę doktorską Humanitarna interwencja. Kosowo – studium jednego przypadku, 24 marca 2014 habilitował się na podstawie pracy. Otrzymał nominację profesorską. Został zatrudniony na stanowisku adiunkta w Katedrze Teorii i Filozofii Państwa i Prawa na Wydziale Prawa i Administracji Uniwersytetu Gdańskiego.
Objął funkcję profesora nadzwyczajnego oraz kierownika w Zakładzie Praw Człowieka i Etyki Prawniczej na Wydziale Prawa i Administracji Uniwersytetu Gdańskiego.
Partner zarządzający w kancelarii prawnej Sykuna - Barczewski - Partnerzy. Autor i współautor licznych monografii, opracowań redakcyjnych ioraz artykułów naukowych.

## Publikacje
- Bezpieczeństwo międzynarodowe - szanse i zagrożenia, Gdańsk 2009[3]
- Leksykon ochrony praw człowieka : 100 podstawowych pojęć, Warszawa 2010[4]
- Leksykon prawa i protokołu dyplomatycznego : 100 podstawowych pojęć, Warszawa 2011[5]